# Bohumil Váňa
Bohumil Váňa (ur. 17 stycznia 1920 w Pradze, zm. 4 listopada 1989) – czeski tenisista stołowy, reprezentant Czechosłowacji, trzynastokrotny mistrz świata. 
Trzydziestokrotnie zdobywał medale mistrzostw świata. Pięciokrotnie był drużynowym mistrzem świata, po trzy razy triumfował w grze podwójnej i mieszanej, dwukrotnie (1938 w Londynie i 1947 w Paryżu) zwyciężał w grze pojedynczej.